# Le Temps des miracles
est un roman d'Anne-Laure Bondoux. Ce livre a été publié aux éditions Bayard Jeunesse en janvier 2009. Il raconte la vie de Koumaïl Dabaïev (Blaise Fortune), un garçon de 7 ans, retrouvé lors d'un accident de voie ferrée dans le Caucase russe en 1985 et qui va émigrer vers la France avec Gloria pour échapper à la guerre et retrouver son pays d'origine et sa mère.

## Prix
Ce roman a obtenu les prix suivants :
- Prix du meilleur livre jeunesse 2009 RTL/Lire.
- Prix Sésame.
- Prix du meilleur roman des Rotary-Clubs de France.
- Prix Libbylit 2009 du meilleur roman de l'édition francophone.
- Prix Tam-Tam Je Bouquine 2010.
- Prix des collégiens de la ville de Vannes 2010.